# Божићна колиба
Божићна колиба (енгл. Christmas Cottage) амерички је божићни биографски филм из 2008. године. Режију потписује Мајкл Кампус, по сценарију Кена Лазебника. Главне улоге тумаче Џаред Падалеки, Марша Геј Харден и Питер О’Тул.

## Радња
Млади уметник Томас Кинкејд враћа се кући са колеџа за Божић и схвата да је покушај промовисања туризма у његовом родном градићу пропао. Иако његова мајка Маријана то испрва крије, схвата да су на ивици да изгубе породичну колибу, која је под хипотеком.
Инспирисан својим ментором Гленом који живи у суседству, Том прихвата да ослика мурал свог малог, идиличног градића. Уз Гленову помоћ, Том не само што ће открити шта значи бити уметник, већ ће помоћи и својим суграђанима да открију право значење Божића.

## Улоге
| Глумац           | Улога           |
| ---------------- | --------------- |
| Џаред Падалеки   | Томас Кинкејд   |
| Арон Ешмор       | Пет Кинкејд     |
| Марша Геј Харден | Меријен Кинкејд |
| Ричард Бурџи     | Бил Кинкејд     |
| Питер О’Тул      | Глен Весман     |
| Кирстен Ворен    | Танја Капински  |
| Џина Холден      | Хоуп Истбрук    |
| Крис Елиот       | Ерни Тревор     |
| Теган Мос        | Нанет           |